# Дуліттл (Міссурі)
Дуліттл (англ. Doolittle) — місто (англ. city) в США, в окрузі Фелпс штату Міссурі. Населення — 564 особи (2020).

## Географія
Дуліттл розташований за координатами 37°56′30″ пн. ш. 91°53′8″ зх. д. / 37.94167° пн. ш. 91.88556° зх. д. (37.941555, -91.885578).  За даними Бюро перепису населення США в 2010 році місто мало площу 6,95 км², з яких 6,95 км² — суходіл та 0,00 км² — водойми.

## Демографія
Згідно з переписом 2010 року, у місті мешкало 630 осіб у 251 домогосподарстві у складі 184 родин. Густота населення становила 91 особа/км².  Було 283 помешкання (41/км²).
Расовий склад населення:
| - 97,5 % — білих - 0,6 % — корінних американців - 0,3 % — азіатів |

До двох чи більше рас належало 1,6 %. Частка іспаномовних становила 0,0 % від усіх жителів.
За віковим діапазоном населення розподілялося таким чином: 23,2 % — особи молодші 18 років, 61,2 % — особи у віці 18—64 років, 15,6 % — особи у віці 65 років та старші. Медіана віку мешканця становила 41,7 року. На 100 осіб жіночої статі у місті припадало 93,8 чоловіків;  на 100 жінок у віці від 18 років та старших — 86,9 чоловіків також старших 18 років.
Середній дохід на одне домашнє господарство  становив 44 195 доларів США (медіана — 37 917), а середній дохід на одну сім'ю — 49 408 доларів (медіана — 39 010). Медіана доходів становила 32 333 долари для чоловіків та 26 302 долари для жінок. За межею бідності перебувало 9,7 % осіб, у тому числі 7,5 % дітей у віці до 18 років та 9,1 % осіб у віці 65 років та старших.
Цивільне працевлаштоване населення становило 305 осіб. Основні галузі зайнятості: освіта, охорона здоров'я та соціальна допомога — 36,1 %, роздрібна торгівля — 17,0 %, публічна адміністрація — 16,7 %.